# 学校法人明星学園
学校法人明星学園（がっこうほうじんみょうじょうがくえん）は、東京都三鷹市井の頭にある学校法人。

## 概要

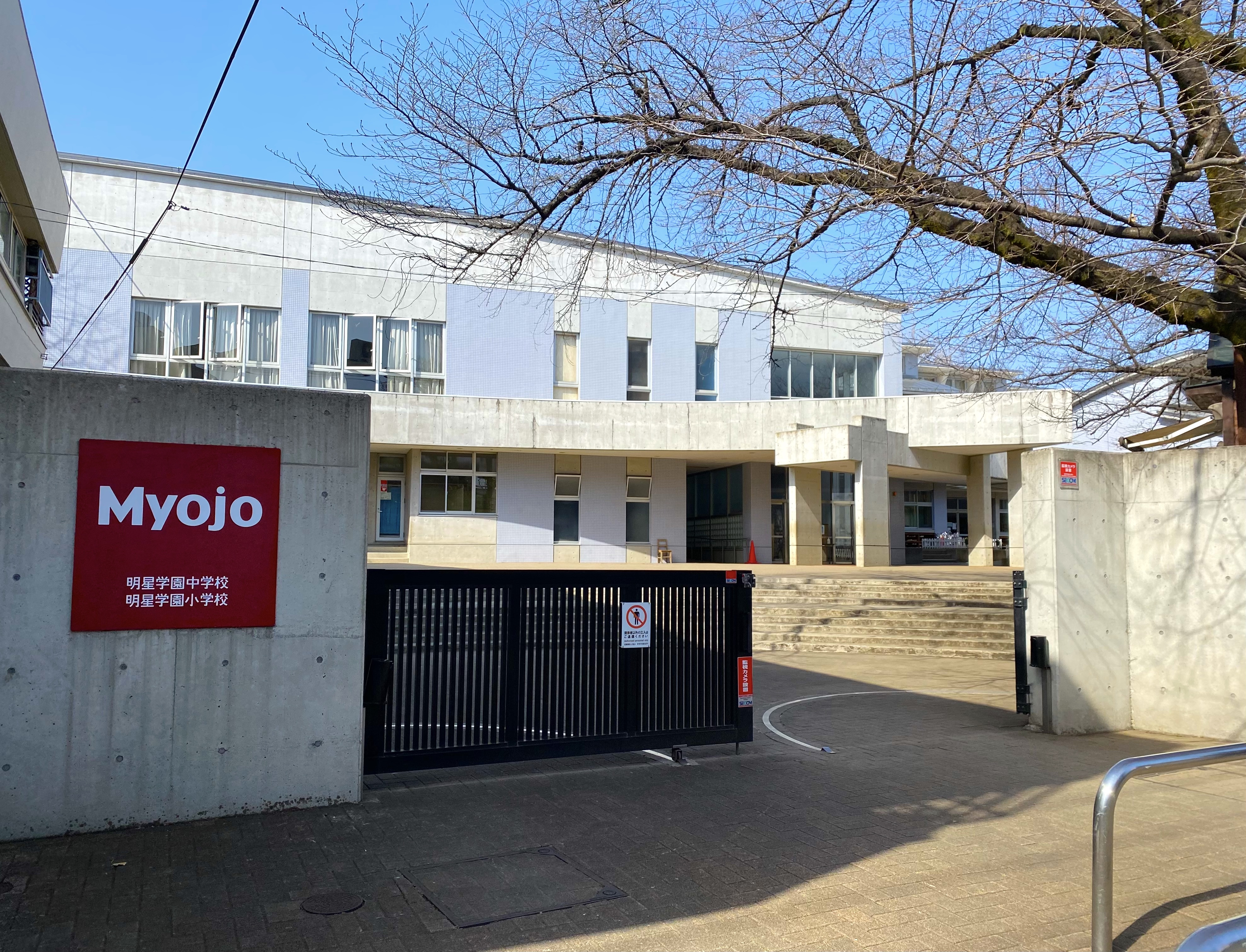
明星学園小学校・中学校（井の頭キャンパス）

明星学園は、東京都三鷹市にある私立の学校法人であり、小学校、中学校、高等学校を擁する。教育理念は、「自主自立、自由平等、個性尊重」。
1924年、大正デモクラシーの中で生まれた大正自由教育運動を色濃く反映する形で、成城学校に付設された小学校に籍を置いていた赤井米吉、照井猪一郎、照井げん、山本徳行の4人が創立同人となり、赤井と同じ石川県出身の実業家である茶郷基などによる支援を得て創立。その後の学園内の整備や上級学校（旧制中学校、旧制高等女学校）の設立は、当時の父母達による働きで実現したとされている。
明星学園という校名は、創立同人の一人が、学校建設予定地を見に行った帰り道において、井の頭公園の森からふと見上げた空に輝く星の美しさに感動し、その時胸に浮かんだ「明星」の言葉に由来する。また、明星のマーク（校章）は、外側の円形が宇宙を表し、図案化した「明」の崩し文字と金色に輝く金星（明星）を配置したものである。
現在の校地は、井の頭と牟礼に所在する二つのキャンパスにより構成される。井の頭キャンパスには法人事務局と明星学園小学校ならびに明星学園中学校、牟礼キャンパスには明星学園高等学校が置かれる。２つのキャンパスがある理由として、旧制中学校（男子校）と旧制高等女学校を設立する際、それぞれ一定距離をおいて設置することが求められたためと言われている。なお、井の頭キャンパスは、創立100周年記念事業の一環として、2030年度までに中学校校舎ならびに管理棟の改築再編が予定されている。
なお、学校法人明星学苑（東京都日野市、府中市）、学校法人明星学園 (埼玉県)、明星中学校・高等学校 (大阪府)や隣接する明星台幼稚園とは別法人である。

## 沿革
- 1924年(大正13年)5月15日 - 成城小学校の赤井米吉、照井猪一郎、照井げん、山本徳行らが創立する。
- 1928年(昭和3年)4月5日 - 上田八一郎を初代校長に招き、旧制中学校、旧制高等女学校を新たに設立する。
- 1947年(昭和22年)4月 - 学制改革により、新制中学校と高等学校に改変し、小学校、中学校、高等学校の12年間一貫教育とする。

## キャンパス・アクセス
明星学園は、2キャンパス3校で構成される。

### 1.井の頭キャンパス

#### 所在地
- 東京都三鷹市井の頭5-7-7

#### アクセス
- JR「吉祥寺駅」から徒歩約15分、京王井の頭線「井の頭公園駅」から徒歩約10分
- 吉祥寺駅発小田急バス（吉11系統）・三鷹駅発みたかシティバス（明星学園ルート）「明星学園前」すぐ
- 井の頭エリアAIデマンド交通“井のバス”乗降ポイント「明星学園前（I-51)」すぐ

#### 設置施設
- 法人事務局
- 明星学園小学校
- 明星学園中学校
- いちょうのホール

### 2.牟礼キャンパス

#### 所在地
- 東京都三鷹市牟礼4-15-22

#### アクセス
- JR「吉祥寺駅」から徒歩約15分、京王井の頭線「井の頭公園駅」から徒歩約12分
- 吉祥寺駅発小田急バス（吉11系統）・三鷹駅発みたかシティバス（明星学園ルート）「牟礼西町」バス停徒歩１分
- 井の頭エリアAIデマンド交通“井のバス”乗降ポイント「親子ひろばぴっぴ（I-55)」徒歩2分

#### 設置施設
- 明星学園高等学校
- れいめいホール

## カリキュラム・特色
- 一貫して自由教育に取り組む[2]。
- 教育理念を自主自立・自由平等・個性尊重とし、厳格な校則と制服を定めない（安全のため体育館シューズのみ指定）。
- 独自に編製された教科書やノートを多用し、小学校と中学校では検定教科書を使用することは稀である。
- 想像力、創造力、表現力の育成に力を入れ、体験学習や芸術分野、体育分野の教育が盛んである。
- アメリカ合衆国の学制と同じく、中学1年生を7年生、高等学校1年生を10年生などと呼ぶ。
- 中学校では、思考力、発想力の育成を目標とする。全科目で探求を重んじ、「総合探求」（図書館と情報、探求実践、卒業研究）、「哲学対話」といった独自の科目もある。そして、公式の暗記よりも本質理解を目指す。また、9年生では二年間を通して自分が気になったことや疑問に思ったことを研究し論文を作成する、「卒業研究」の授業がある。過去には、「みかんを食べ続けると手が黄色くなるのはなぜか」や、「スキー場やリフトが廃止されることが社会に与える影響」などの個性あふれる発表があった。
- 特に小中学校の教師陣は独特で、個性あふれる教師が物事の本質を理解するための授業をそれぞれ展開している。
- 高等学校では、自主性を重んじる。10年生の必修科目または必修選択科目中心の授業から発展し、進級するに従い選択科目の比率が増加する。11年生では、文系、理系、実技系（体育、音楽、美術、家政）のコースを選択し、12年生では約7割が選択科目となる。
- 高等学校のクラスは習熟度別、あるいは少人数にわかれ、また学年を問わないノングレード授業、複数の教員で行うティームティーチング、ディベートを基本としたゼミ形式など、生徒それぞれの個性や意向に合わせて時間割を組み合わせる。
- 成城大学との間において高大連携協定を締結しており、高校生徒に限らず中学生徒も対象となるものがある[3]。
- 卒業後は芸術やスポーツの道に進むものも多く、シンガーソングライターの幾田りらや、歌舞伎役者の中村獅童、女優の宮崎あおいなどが通っていた。近年は女子バスケットボール部の活躍も有名となり、オリンピック選手のオコエ桃仁花や、本橋菜子が卒業生である。
- 研究者や芸術家などの子弟も多いことから、保護者を中心に「卒業研究ボランティア」が組織されている。
- 卒業生の同窓会では、卒業回数（○回生）を用いる[4]。これは、大学等において学年を表すものとは概念が異なり、自分の生まれ年（西暦)から14を引くと、その下２桁が卒業回となる。ただし、1月1日〜4月1日生まれは15を引く。

| 卒業回数 | 誕生年度 | 小学校入学 | 小学校卒業 | 中学校入学 | 中学校卒業 | 高等学校入学 | 高等学校卒業 |
| -------- | -------- | ---------- | ---------- | ---------- | ---------- | ------------ | ------------ |
| 100回生  | 2014年度 | 2021年4月  | 2027年3月  | 2027年4月  | 2030年3月  | 2030年4月    | 2033年3月    |

## クラブ・部活動
東京オリンピック出場選手を輩出した女子バスケットボール部をはじめとした運動部のほか、和太鼓部やファッション部などオリジナリティのある活動も広く知られる。また、下記以外にも生徒が自主的に活動する同好会がある。
- 小学校：体操クラブ、ラケットクラブ、野球クラブ、サッカークラブ、ダンスクラブ、ドラマクラブ、図書クラブ、音楽クラブ、ドリカムクラブ、日本の芸能クラブ、剣道同好会、ものつくり同好会、虫同好会など
- 中学校：バスケットボール部、バドミントン部、野球部、サッカー部、美術部、漫画研究部、書道部、木工部（ウクレレ）、囲碁将棋部、演劇部、山歩き部、合唱部、国際交流部・ディベート部
- 中高合同：陸上部、弓道部、卓球部、器械体操部、和太鼓部、アンサンブル部、鉄道研究部
- 高等学校：野球部、女子バスケットボール部、男子バスケットボール部、男子サッカー部、バドミントン部、剣道部、ハンドボール部、女子バレーボール部、美術部、音楽部、理科部、ファッション部、写真部、ダンス部、サンバ部、演劇部、国際交流部、料理研究部、漫画イラスト部

## 校歌
- 1934年、明星学園行進歌として、運動会の後の式で初めて歌われた。作詞は、当時の父兄であった北原白秋。作曲は、細谷一郎。

## PTAほか学校を支える団体
- 創立以来、保護者による学校への関わりは積極的である。戦前は父兄会、母の会などの活動があった。1949年、PTAとして改めて設立。厚生通学安全対策部、広報編集部、文化部、公費助成推進部を置いていたが、2009年度のPTA改革の際に、これら専門部としての活動は終了した。現在は、学級代表、バザー委員、選挙管理委員などのほか各種ボランティア、サークル活動がある。
- 「明星会」は、1935年に設立された卒業生による会。
- 「後援会」（旧「ささえる会」）は、2017年に発足した明星学園に関心のある後援者の会。
- 「明星学園村（明星村）」は、千葉県南房総市にある学園が管理する別荘地。卒業生や家族などの自主運営により受け継がれている。

## 著名な出身者
- 三浦孝太（格闘家）
- 小笠原美奈（バスケットボール選手）
- オコエ桃仁花（バスケットボール選手）
- 加藤夕貴（バスケットボール選手）
- 小林彩（バスケットボール選手）
- 平松飛鳥（バスケットボール選手）
- 水野菜穂（バスケットボール選手）
- 本橋菜子（バスケットボール選手）
- 矢野祐未（バスケットボール選手）
- 紺野麻里（バスケットボール選手）
- オドボ・エンデュランス（バスケットボール選手）
- 西垂水美桜（バスケットボール選手）
- パレイルセアネヘイララ紀子（バスケットボール選手）
- 森尾麻衣子（オリンピック体操選手）
- 新畑雄飛（ボウリング選手）
- 塚原直也（体操選手）
- 樋口豊（元フィギュアスケート選手）
- 小栗旬（俳優）
- 佐々木勝彦（俳優）
- 樋浦勉（俳優）
- 松澤仁晶（俳優）
- 宮崎将（俳優）
- にしくん（元男優）
- 宮崎あおい（女優）
- 石橋静河（女優）
- 岩下志麻（女優）
- 小野莉奈（女優）
- 加賀まりこ（女優）
- 神野三鈴（女優）
- 杉田かおる（女優）
- 杉裕之（俳優）
- 唯野未歩子（女優）
- 寺本來可（女優）
- 小関舞（女優）
- 小野ひずる（元女優）
- 市川左團次（歌舞伎俳優)
- 河原崎國太郎 (6代目)（歌舞伎俳優）
- 中村獅童（歌舞伎俳優）
- 岩佐徹（アナウンサー）
- 加藤じろう（フリーアナウンサー）
- 幾田りら（歌手）
- 讃岐裕子（歌手）
- 橋本潮（歌手)
- 南川ある（歌手）
- 村上愛（歌手）
- 神部冬馬（歌手）
- 北野井子（元歌手）
- 寺田宗永（オペラ歌手）
- 小林沙羅（オペラ歌手）
- 久米大作（作曲家）
- 上田みゆき（声優）
- 大西多摩恵（声優）
- 樋口智恵子（声優）
- 木村良平（声優）
- TAO（モデル）
- 土屋アンナ（モデル）
- 手塚裕紀（元モデル）
- 伊東康孝（元すかいらーく代表取締役社長兼COO）
- 大原孝治（元パン・パシフィック・リテールマネージメント代表取締役社長）
- 大原永子（現新国立劇場バレエ研修所長）
- 川畠成道（バイオリニスト）
- ケンタロウ（料理家）
- 古旗照美（スポーツ栄養士）
- 齋藤潤（東京大学大学院理学系研究科鉱物学専攻博士修了・元はやぶさプロジェクトチーム主任）
- 菊池魁人（サイエンティスト）
- 三遊亭楽天（落語家）
- 鈴木洋（HOYA株式会社取締役兼代表執行役)
- 佐野遊穂   (ミュージシャン)
- ダースレイダー（ミュージシャン）
- 高橋巌（日本大学生物資源科学部教授）
- 谷内こうた（絵本作家）
- 永井ルイ（ミュージシャン）
- 中川俊郎（作曲・編曲家）
- 中島たい子（脚本家）
- 永島志基（ギタリスト）
- 並河萬里（写真家）
- 服部幸應（料理評論家）
- somei（ミュージシャン）
- パウンチホイール（ミュージシャン）
- 平井大（ミュージシャン）
- 石橋優河（ミュージシャン）
- 古屋兎丸（漫画家）
- 逸見智彦（バレエダンサー）
- 増田太郎（バイオリニスト）
- 牧阿佐美（前・新国立劇場バレエ研修所長）
- 宮下昌也（美術家）
- 柳井麻希（ラジオパーソナリティ）
- 山崎まどか（コラムニスト、ライター）
- 湯川潮音（ミュージシャン）
- タイチ（画家）
- ゆの（イラストレーター）
- 横森理香（小説家・エッセイスト）
- 米原万里（ロシア語同時通訳・エッセイスト・ノンフィクション作家・小説家）
- 柳亭小痴楽（落語家）
- 高橋慶太（ミュージシャン）
- 沙央くらま（元宝塚歌劇団専科男役）
- 吉田莉々加（元宝塚歌劇団花組男役）
- 夢白あや（宝塚歌劇団雪組トップ娘役）
- 山川彌千枝（在学中に死去、『薔薇は生きてる』著者）